# Урусов, Пётр Арсланович
Князь Пётр Арсла́нович Уру́сов или Пётр Урусов-старший (Урак бин Джан-Арслан, ног. Орак Янарслан улы; ум. в мае 1639, Бахчисарай) — ногайский мурза, сын Як-Арслан-мурзы, внук ногайского бия Уруса. Известен главным образом как убийца Лжедмитрия II.

## Биография
В 1590-х гг. в Ногайской Орде разразился конфликт между семьями влиятельных биев Дин-Ахмеда и Уруса. Дети Джан-Арслана — Урак и Зорбек — были взяты в Москву как заложники и крещены. Урак под именем Пётр, а его брат Зорбек — под именем Александр. В 1594 году Урак (под именем Петра Арслановича) отвечал за винный стол на царском приёме. Например, в 1594 году, на приёме послов Священной Римской Империи, Пётр Урусов нарежал вина и разливал их царским гостям во время пира, что показывает большое доверие, которым он пользовался при дворе. Предполагается, что князь Пётр Урусов был женат на вдове князя Андрея Ивановича Шуйского.
В начале Смуты Пётр возглавлял конный отряд из казанских, романовских и арзамасских служилых татар. Однако, во время противостояния царя Василия IV Шуйского и самозванца Лжедмитрия II, перешёл, вместе со своим другом касимовским ханом Ураз-Мухаммедом, на сторону самозванца — создав тем самым крупную боевую единицу из касимовских, романовских и астраханских (юртовских) татар.

1 апреля 1610 года, после череды тяжёлых поражений тушинских войск, Ураз-Мухаммед и Пётр решили вновь сменить лагерь — и посетили польского короля Сигизмунда III Вазу под Смоленском, где были им весьма благосклонно приняты. Поскольку семья Ураз-Мухаммеда оставалась в лагере Лжедмитрия II, касимовский хан, по утверждению Конрада Буссова, принял решение вернуться к самозванцу, с намерением организовать его убийство. Но, по свидетельству того же Буссова, планы хана были решительно нарушены его родным сыном: 
После неудачной попытки взять Москву летом 1610 года самозванец отступил к Калуге и стал готовиться к новому походу. Но сын Ураз-Мухаммеда донёс Лжедмитрию, что отец собираеться прикончить самозванца. И Лжедмитрий решил опередить касимовского царя. Во время охоты за Окой он напал на ничего не подозревавшего Ураз-Мухаммеда и убил его. Тело бросил в воду. Чтобы скрыть убийство, Лжедмитрий поскакал к своей свите, крича, что хан намеревался убить его, но он — Лжедмитрий — чудом спасся.
Служилые татары не стали мстить за своего убитого командира: скорей всего, он уже не особо устраивал их. И только Пётр Урусов, состоявший на тот момент начальником стражи Лжедмитрия, в глаза сказал самозванцу что это было убийство, за что и был посажен на 6 недель в тюрьму, по выходе из которой, благодаря заступничеству «царицы» Марины Мнишек, был восстановлен в прежней должности. 11 декабря 1610 года во время конной прогулки, воспользовавшись тем, что с Лжедмитрием была татарская стража и лишь несколько бояр, Пётр Урусов отомстил ему — «прискакав к саням на коне, рассек царя саблей, а младший брат его отсек царю руку». После чего князья Урусовы и татарские стражники поспешно ретировались из Калужских пределов, а русские бояре и «царский» шут Кошелев известили Марину об убийстве.
После этого Урусов выехал в Астрахань, где провозгласил неизвестное лицо царевичем Дмитрием, чудом спасшимся от него же. Этот Лжедмитрий получил от историков порядковый номер IV, потому что в Пскове к тому времени уже появился Лжедмитрий III. Лжедмитрию IV и князю Урусову в Астрахани и на юге России сперва сопутствовал некоторый успех, однако уже около 1612 года  этот самозванец, получивший известность, как «Астраханский вор», сгинул с политической арены, а его приближённый, князь Урусов, выехал в Крым.
В Крымском ханстве Урак стал советником хана по московским вопросам и организовывал походы на Россию. В дальнейшем породнился с беком крымских ногаев Кантемиром, который затеял гражданскую войну в ханстве. В конце концов, в мае 1639 года хану Бахадыр-Гирею удалось заманить Урака в Бахчисарай и там казнить. Так завершился жизненный путь одного из авантюристов Смутного времени.